# Димеркапрол
Димеркапрол (МНН), также «Британский антилюизит», БАЛ, (англ. British anti-Lewisite, BAL) — дезинтоксикационное лекарственное средство, сходное с унитиолом.
Подобно унитиолу, он имеет две готовые к вступлению в связь сульфгидрильные группы (—SH), которые образуют достаточно устойчивый комплекс с тяжёлыми металлами, тем самым оказывая антидотное действие. Используется как антидот при отравлениях соединениями мышьяка и солями тяжелых металлов.

## Побочное действие
Внутримышечные инъекции препарата весьма болезненны. Он также вызывает тошноту, рвоту, тахикардию, гипертензию, головокружение и беспокойство.